# جیمز دیکسون
جیمز دیکسون (به انگلیسی: James Dixon) سناتور سابق عضو حزب جمهوری‌خواه ایالات متحده آمریکا بود. وی در سال ۱۸۵۷ تا ۱۸۶۹ میلادی سناتور ایالت کنتیکت در سنای ایالات متحده آمریکا بود.